# Ionosonda
Una ionosonda è uno strumento utilizzato per effettuare, tra le altre cose, la misurazione della massima densità di elettroni liberi in un dato punto della superficie terrestre.
Questa sonda funziona inviando onde elettromagnetiche a frequenze diverse verso la ionosfera e misurando le onde riflesse. Si può così trovare il parametro frequenza critica, che rappresenta la frequenza minima perché un'onda possa attraversare la ionosfera senza essere riflessa sulla superficie. 
Si trova che tale frequenza è pari a:
{\displaystyle f_{c}\simeq 9{\sqrt {N}}}
e così ricavare N che è proprio la massima densità di elettroni liberi.
Esistono moltissime ionosonde sulla superficie terrestre e sono tutte collegate tra loro. Le ionosonde italiane sono gestite dall'Istituto Nazionale di Geofisica e Vulcanologia.